# Mount Tongariro
Mount Tongariro is een complexe vulkaan op het Noordereiland van Nieuw-Zeeland. De vulkaan ligt twintig kilometer ten zuidwesten van Lake Taupo. Hij is van de drie actieve vulkanen, die het centrale deel van het Noordereiland domineren, het meest noordelijk gelegen.
De vulkaan, meestal gewoon Tongariro genoemd, heeft een hoogte van 1978 meter. Ruim 260.000 jaar geleden barstte de vulkaan voor het eerst uit. De Tongariro bestaat uit ten minste twaalf toppen. De Ngarahoe, vaak gezien als een aparte berg, is eigenlijk een bergtop met krater van de Tongariro. Het is de actiefste vulkaan in het gebied. Sinds 1839 hebben er meer dan zeventig uitbarstingen plaatsgevonden. De meest recente uitbarsting was op 21 november 2012 om 13:22 uur, waarbij een aswolk tot 4213 m is gerapporteerd. Dit was slechts 3,5 maand na de voorlaatste uitbarsting op 6 augustus 2012.
Red Crater, ook een krater van de Tongariro, is een krater met een rode kleur. De Red Crater is voor het laatst uitgebarsten in 1926. Veel kraters van de Tongariro zijn massief geworden; water heeft sommige kraters gevuld. Hieruit zijn de Emerald Lakes en het Blue Lake ontstaan.
Mount Tongariro is gelegen in het Tongariro National Park, welke het eerste "National Park" van Nieuw-Zeeland was. In 1887 werd het gebied door Te Heuheu Tukino IV (Horonuku) aan de staat overgeleverd. Hij wilde dat de staat erop toezag dat de natuur in het gebied gehandhaafd bleef.
Naast de Tongariro zijn in het park ook nog de vulkanen Mount Ruapehu en Ngauruhoe te vinden. Beide vulkanen zijn gelegen aan de zuidwest zijde van de Tongariro.
De locatie is populair bij toeristen en werd meermaals gebruikt als decor in de verfilming van The Lord of the Rings.

## Tongariro Alpine Crossing
De Tongariro is een berg waar veel mogelijkheden zijn om te wandelen. De meest bekende en populairste wandelroute is de Tongariro Alpine Crossing. Deze zeven uur durende wandeling gaat langs de Mount Tongariro en de Mount Ngauruhoe. De wandeling wordt gezien als een van de meest spectaculaire wandelingen op het Noordereiland.

## Externe link

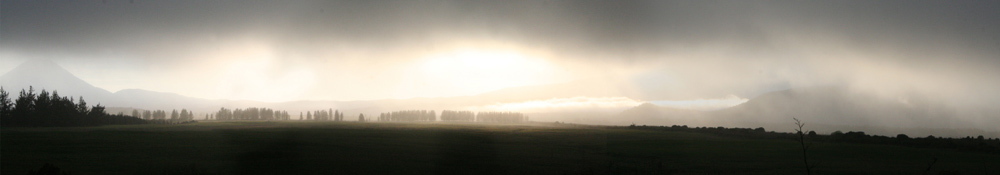
Zonsopkomst in het Tongariro National Park.